# 画図百鬼夜行
『画図百鬼夜行』（がずひゃっきやこう、がずひゃっきやぎょう）は、安永5年（1776年）に刊行された鳥山石燕の妖怪画集。前篇陰・前篇陽・前篇風の上中下3巻。『百鬼夜行』とも。

## 概要
各丁に1体ずつ妖怪の姿を描き、そこにそれぞれの名称を添えて紹介しており形態の画集で、現代の目から見れば「妖怪図鑑」といえるようなスタイルとなっている。題名に用いられた「百鬼夜行」とは本来は妖怪たちが集団で跳梁する様子のことであり、室町時代の『百鬼夜行絵巻』などはその通り妖怪の集団を描いたものだが、本書は妖怪を1点1点、個別の光景に切り分けて描いた点が特徴である。
河童・天狗・猫又・狸・狐といった幅広く知られる有名な伝承に見られる妖怪も多く描かれているほか、鉄鼠（頼豪阿闍梨）や黒塚（安達ヶ原の鬼婆）などや、『古今百物語評判』（1686年）に見られる妖怪たち（垢嘗・釣瓶火・鎌鼬）など先行作で描かれている妖怪なども描かれている。幽霊・生霊・死霊をそれぞれ別の構図で絵としている点も本作の特徴である。また、そのほか多くの妖怪は『化物づくし』や『百怪図巻』などといった絵巻を石燕は参考にしており、これは彼が狩野派で絵画の勉強をしていたことなども関係が深いと見られている。
『今昔画図続百鬼』『今昔百鬼拾遺』『百器徒然袋』とある石燕の妖怪画集の中でも、最初に刊行された作品であり、現代ではこの4つを総称して「画図百鬼夜行シリーズ」などとも呼ばれる。『今昔画図続百鬼』以降に見られるような解説文はないものが多く、解説文があってもごく短い解説にとどめられている。奥付には「画図百鬼夜行 後編 近刻」と予告があり、各巻に「前篇」ともついているものの「後篇」と題する刊本は存在せず、後に刊行された『今昔画図続百鬼』がその後篇に相当すると考えられる。
題の角書にある「画図」の読みについては「がず」「えず」「がと」など様々に用いられており定説はないが、国文学者・高田衛は「がず」の読みを推奨している。

## 収録作品

### 前篇陰

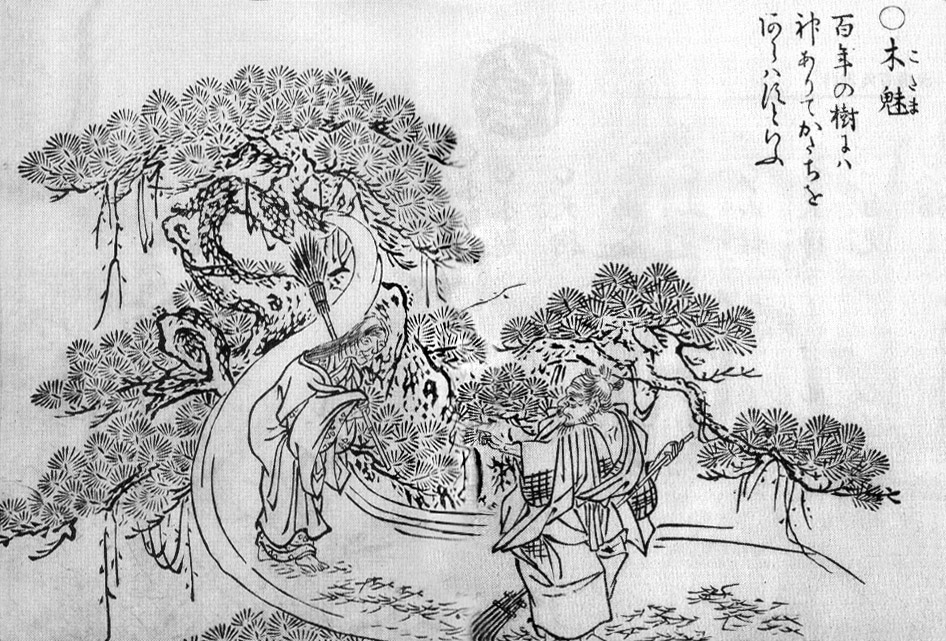
木魅（こだま）
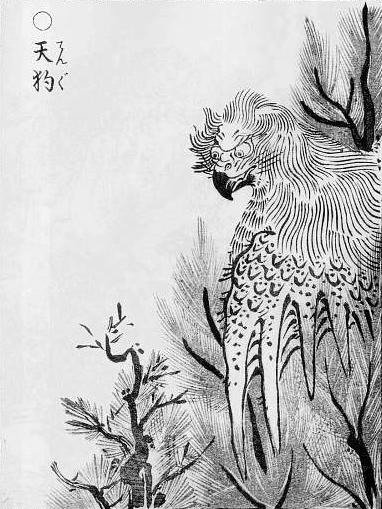
天狗（てんぐ）
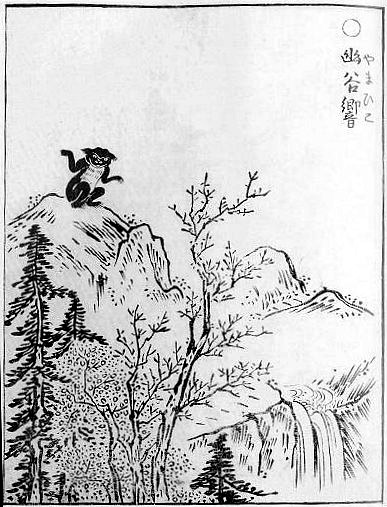
幽谷響（やまびこ）
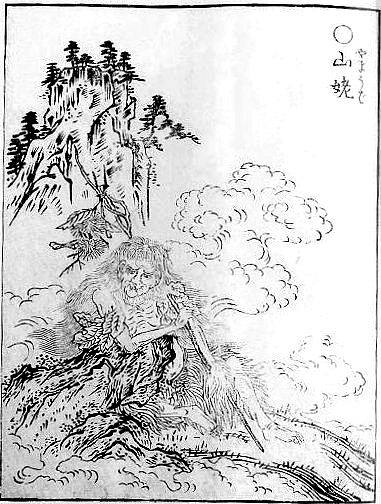
山姥（やまうば）
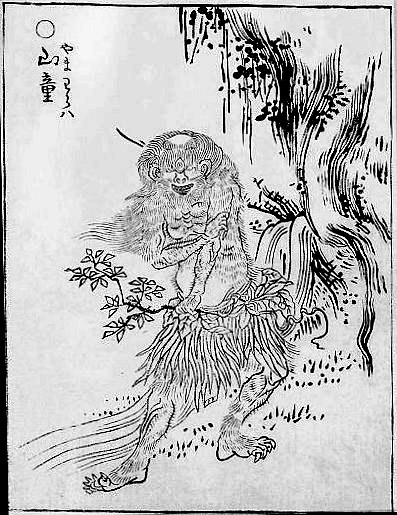
山童（やまわろ）
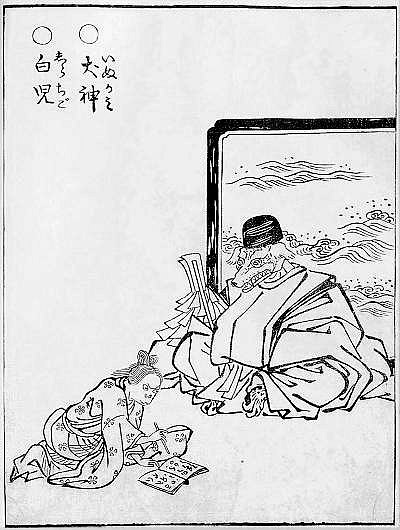
犬神（いぬがみ） 白児（しらちご）
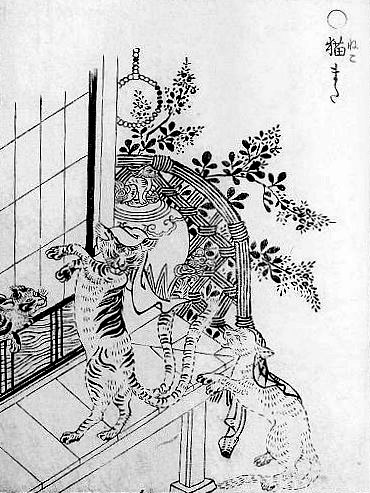
猫また（ねこまた）
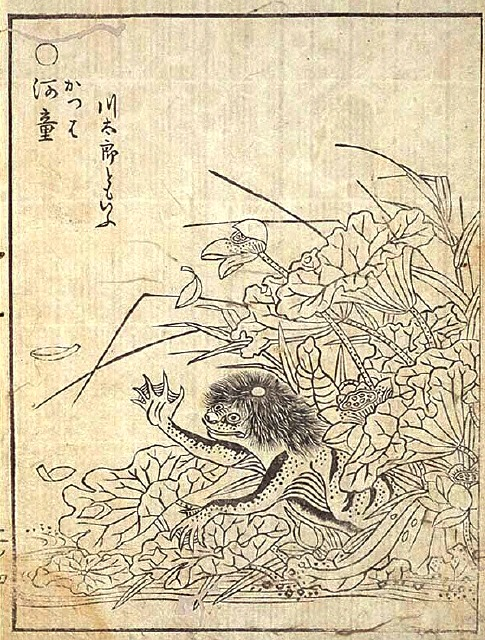
河童（かっぱ）
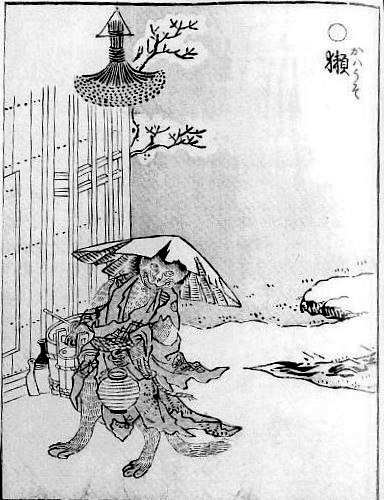
獺（かわうそ）
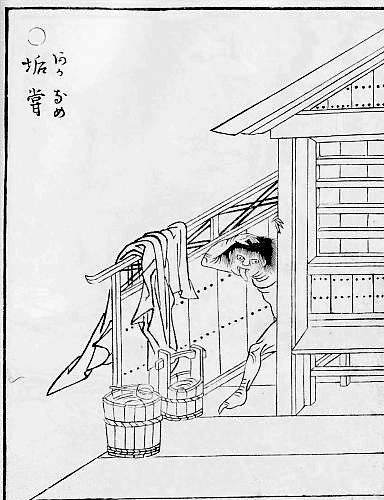
垢嘗（あかなめ）
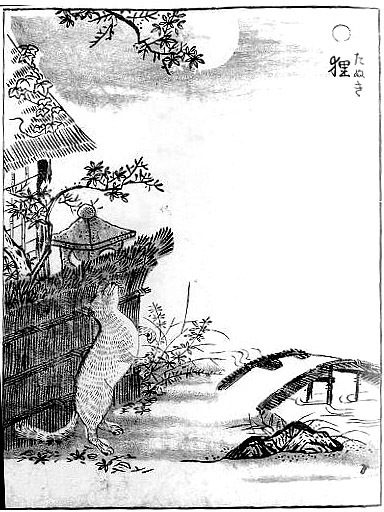
狸（たぬき）
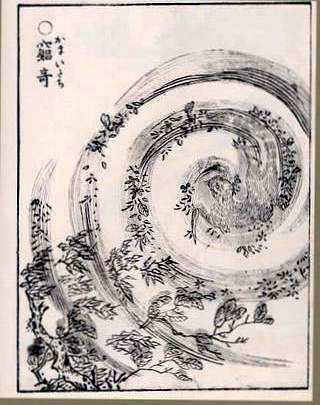
窮奇（かまいたち）
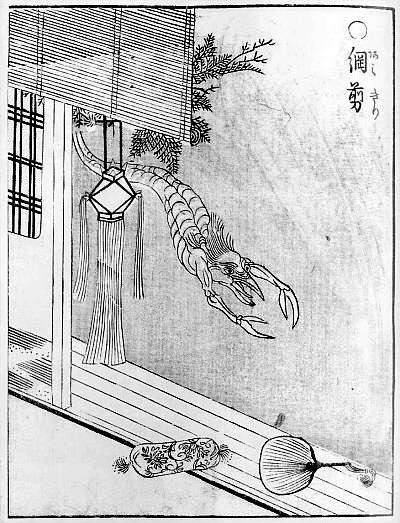
網剪（あみきり）
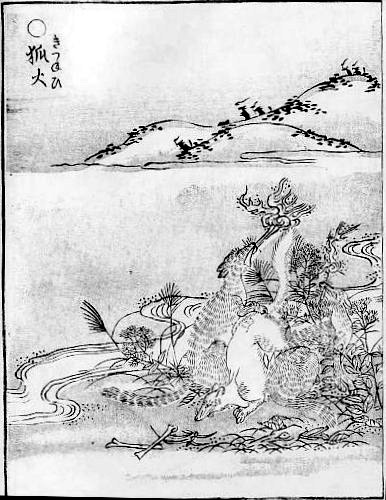
狐火（きつねび）

### 前篇陽

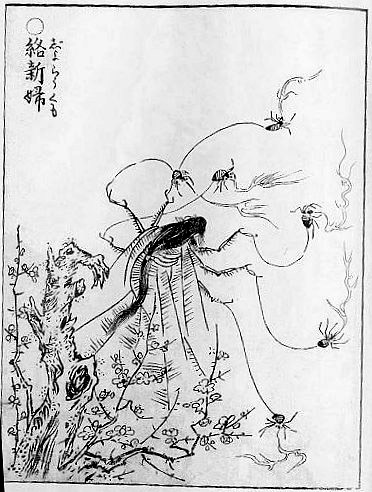
絡新婦（じょろうぐも）
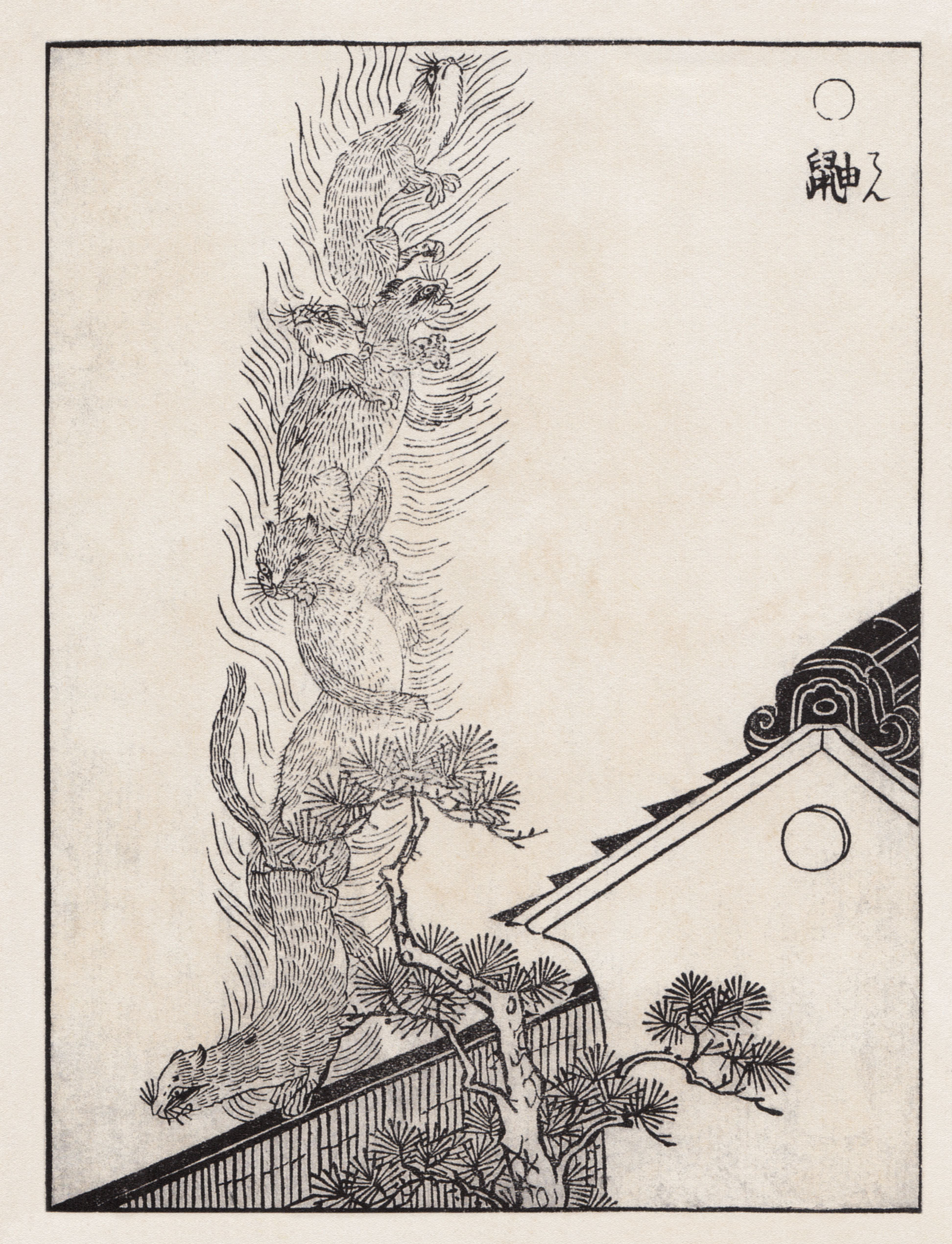
鼬（てん）
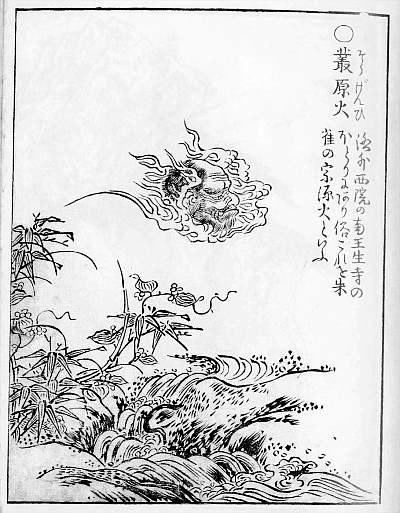
叢原火（そうげんび）
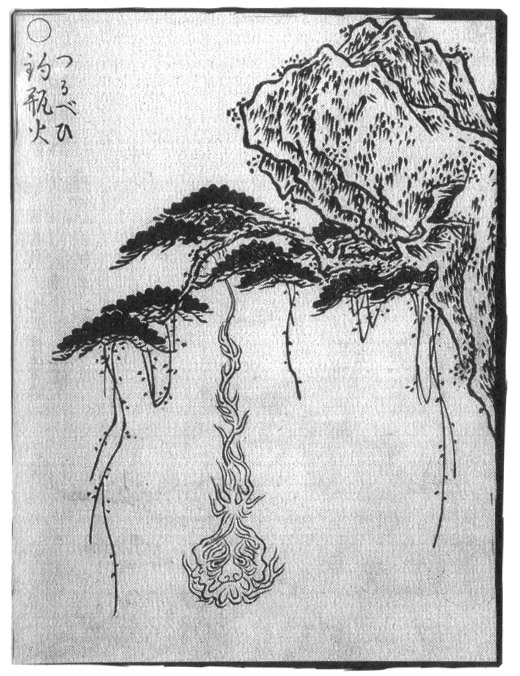
釣瓶火（つるべび）
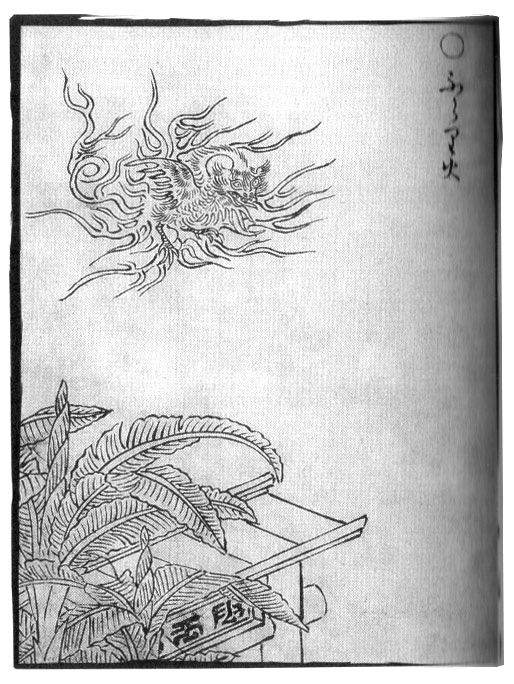
ふらり火（ふらりび）
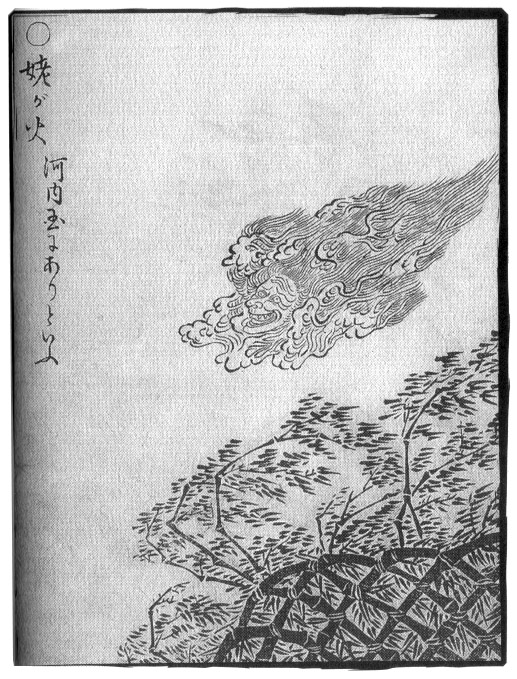
姥が火（うばがび）
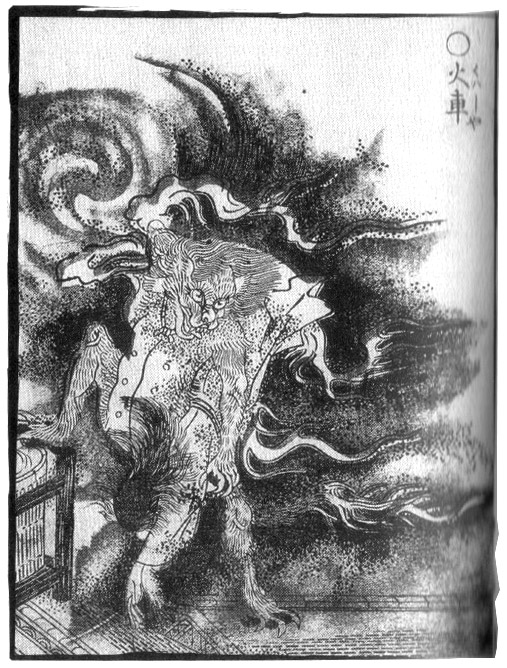
火車（かしゃ）
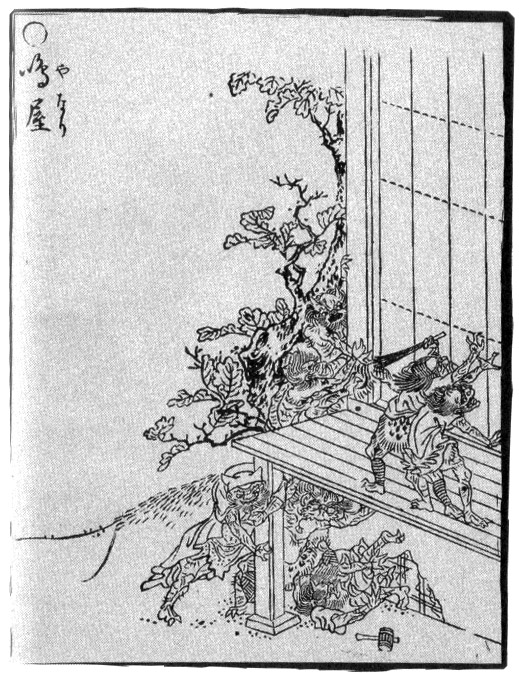
鳴屋（やなり）
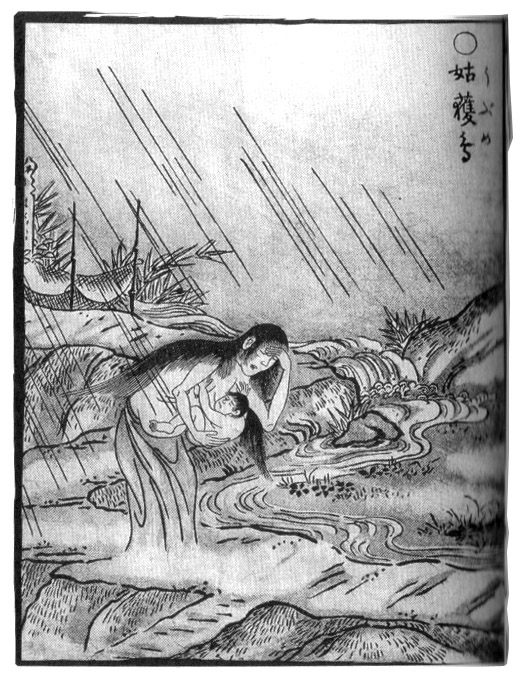
姑獲鳥（うぶめ）
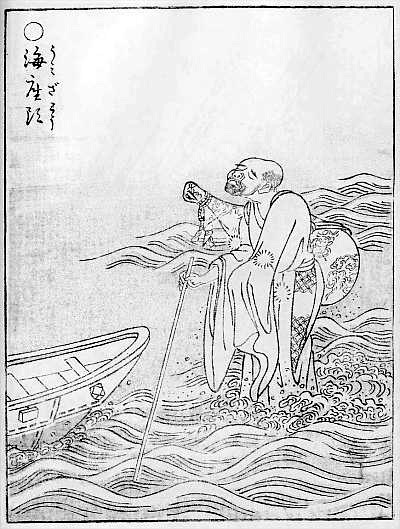
海座頭（うみざとう）
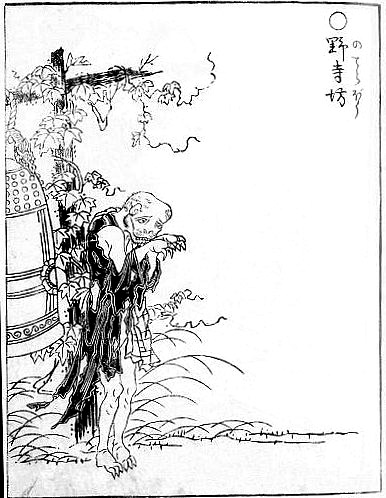
野寺坊（のでらぼう）
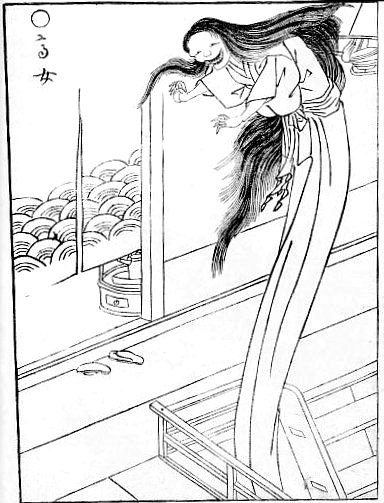
高女（たかおんな）
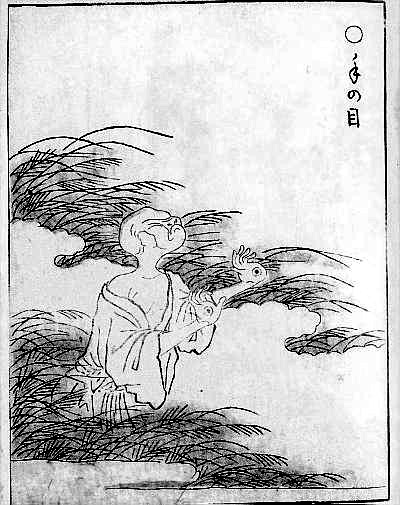
手の目（てのめ）
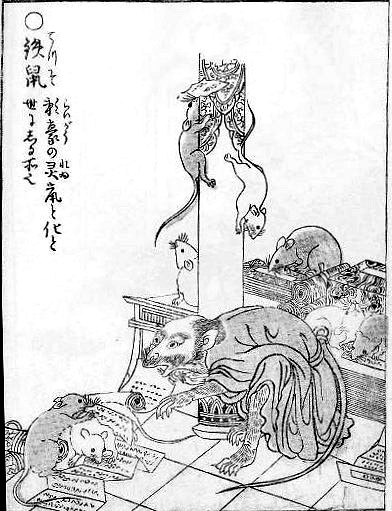
鉄鼠（てっそ）
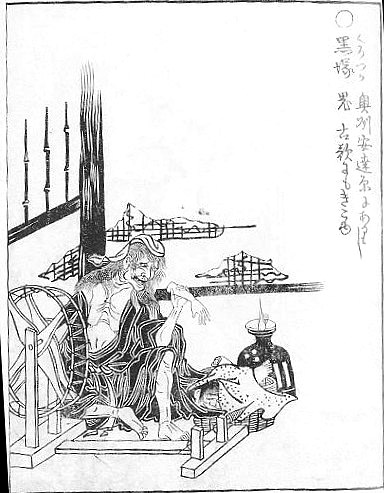
黒塚（くろづか）
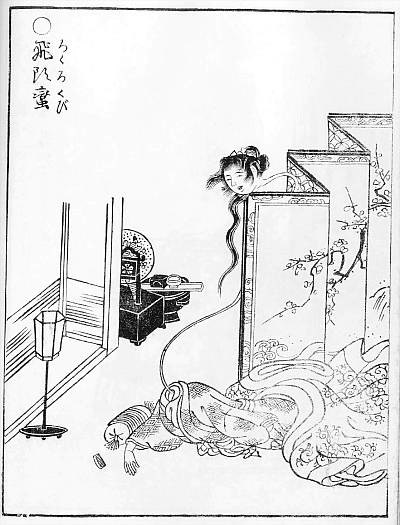
飛頭蛮（ろくろくび）
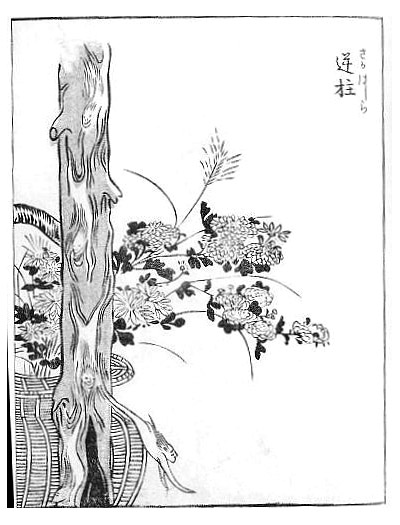
逆柱（さかばしら）
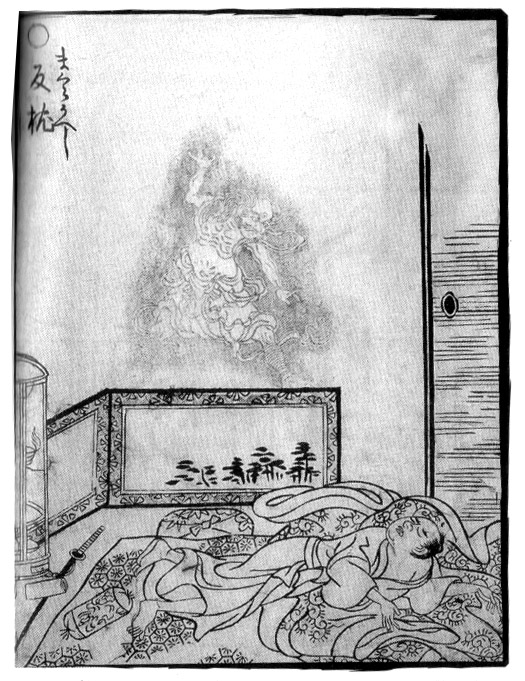
反枕（まくらがえし）
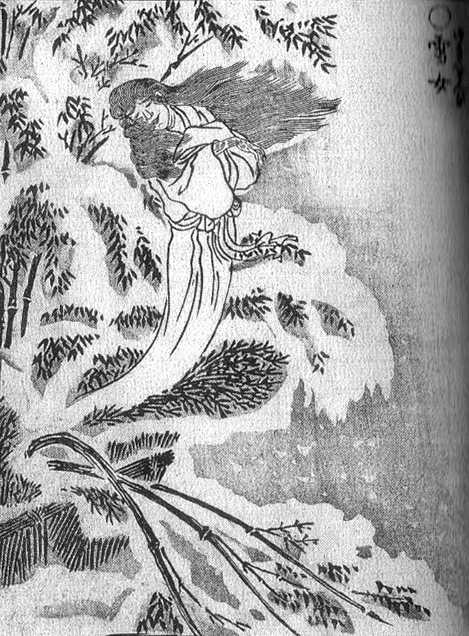
雪女（ゆきおんな）
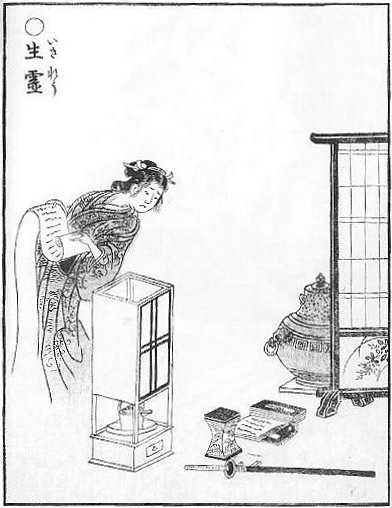
生霊（いきりょう）
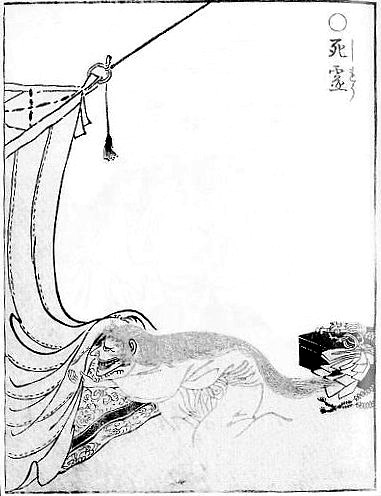
死霊（しりょう）
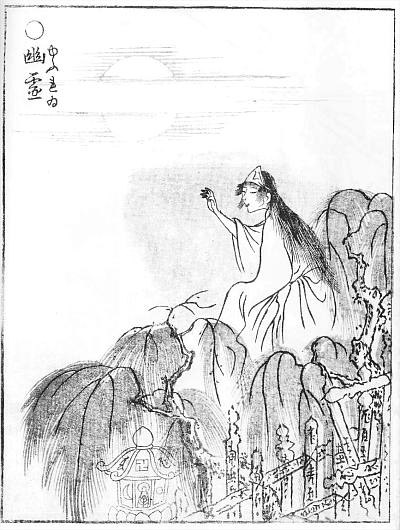
幽霊（ゆうれい）

### 前篇風

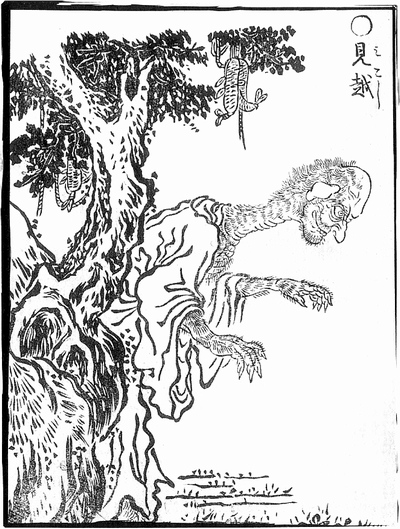
見越（みこし）
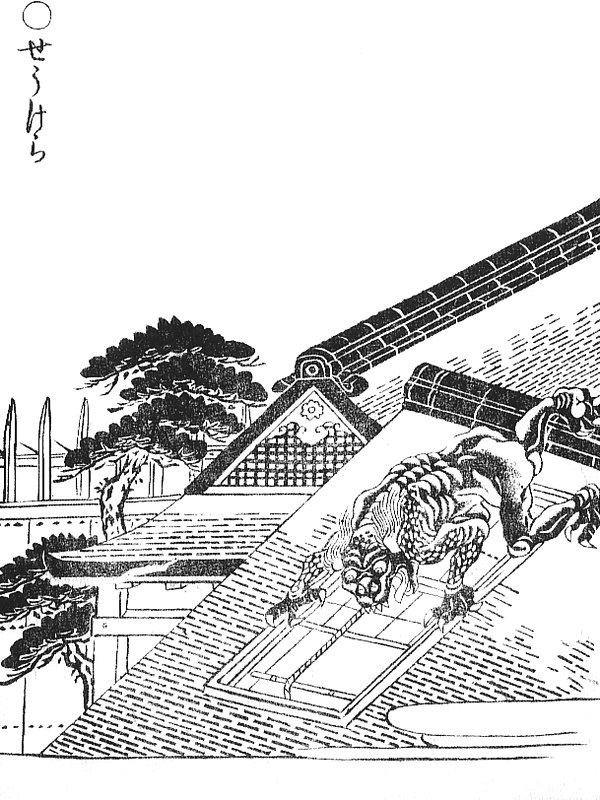
しょうけら
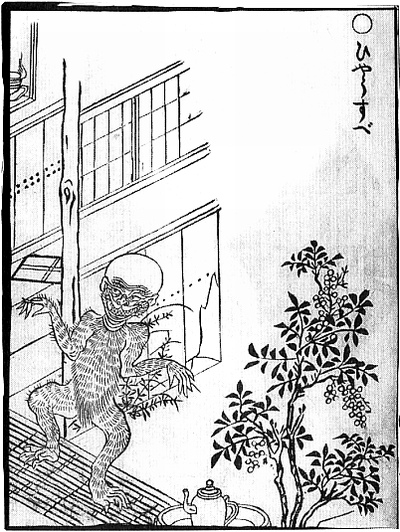
ひょうすべ
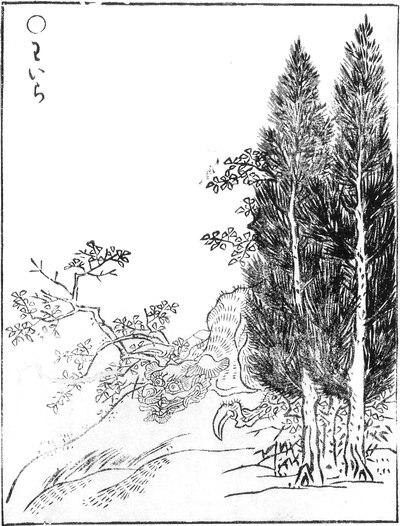
わいら
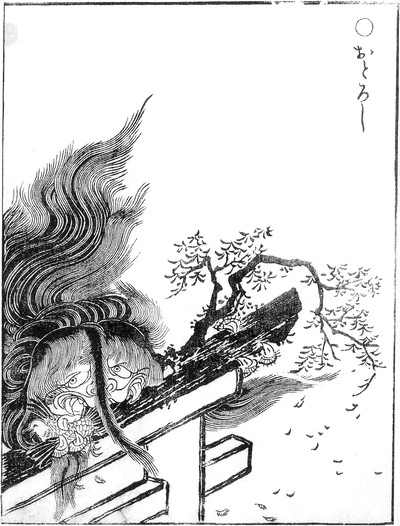
おとろし
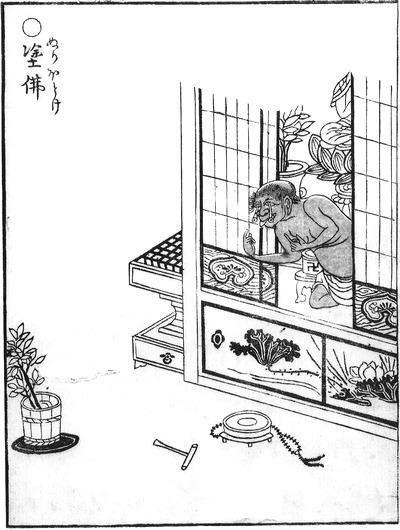
塗仏（ぬりぼとけ）
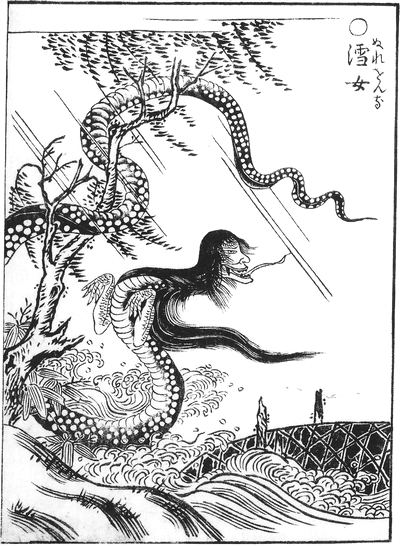
濡女（ぬれおんな）
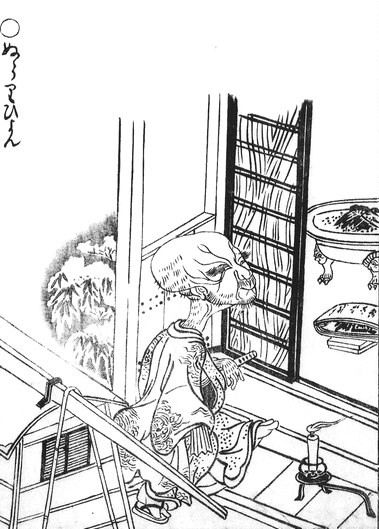
ぬらりひょん
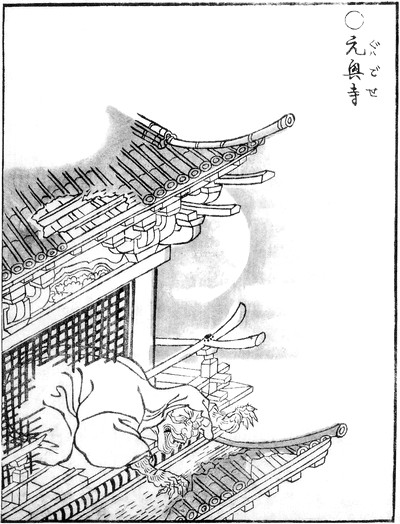
元興寺（がごぜ）
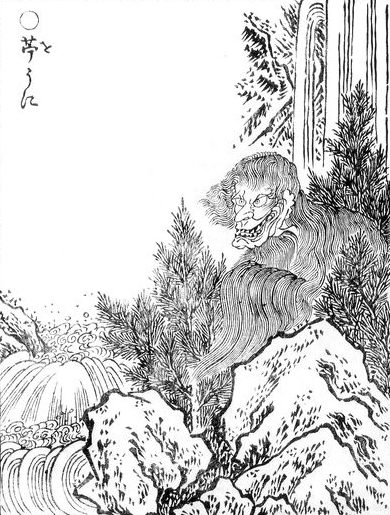
苧うに（おうに）
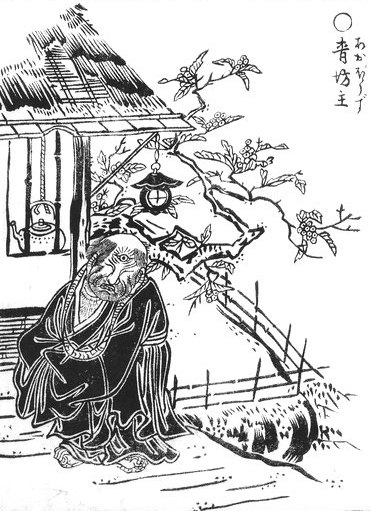
青坊主（あおぼうず）
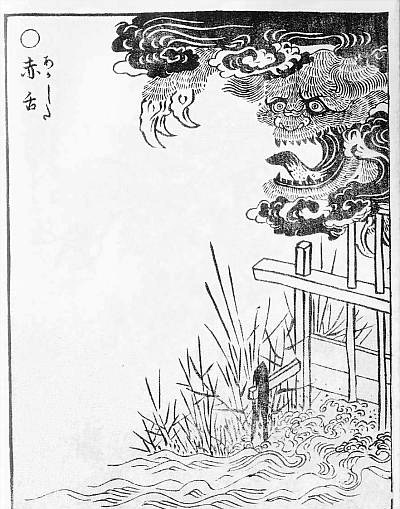
赤舌（あかした）
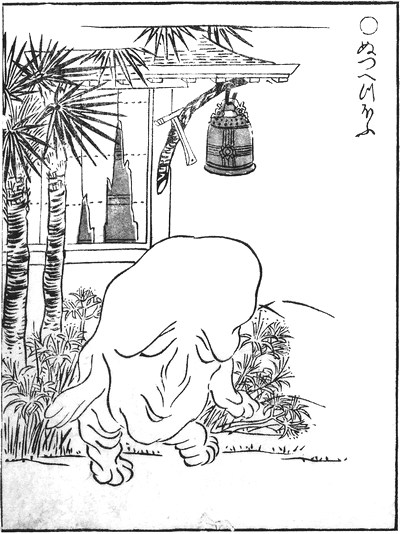
ぬっぺふほふ
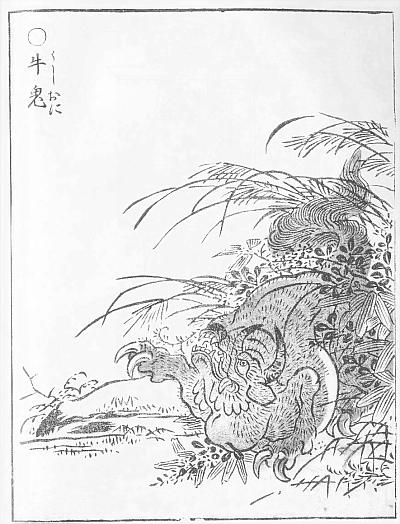
牛鬼（うしおに）
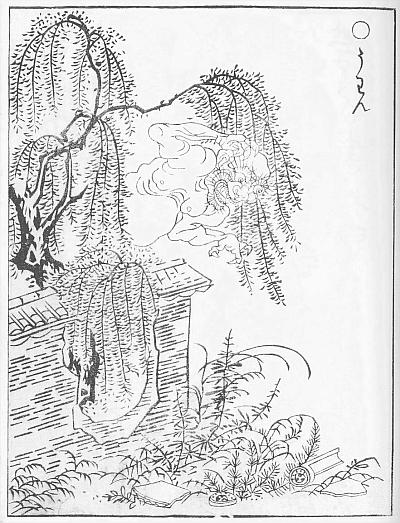
うわん

## 絵巻
鳥山石燕には、本作に登場する妖怪たちの一部が登場する絵巻作品（『続・妖怪図巻』 国書刊行会 2006年 に収録）の存在も確認されているが、その前後関係は明確では無い。

## 後世への影響
石燕の門人であった志水燕十による洒落本『大通俗一騎夜行』（1780年）は、妖怪を登場人物に用いていることや、「百鬼夜行」をもじった「一騎夜行」（一鬼夜行）という題名など、その影響の最も濃い作品の一つであり、本作が登場する場面も存在する。江戸時代後期に版行された狂歌集のなかには石燕による一連の妖怪画集に歌の題をとったものもあり、石燕の周辺・同時代にいた狂歌師や戯作者などの文化人を中心にその影響は見受けられ、以後に描かれた妖怪を主題とした絵本の体裁や絵画イメージにも一部明確な影響を見せている。
妖怪を描いた江戸時代のまとまりのある絵画作品として、特に1970年代から1990年代にかけては美術書や妖怪に関する書籍などを通じて広くその名が知られるようになった。